# Chris Slabon
Chris Slabon (på polska Krzysztof Słaboń), född 21 februari 1981, är en polsk-/kanadensisk speedwayförare som körde för Valsarna 2010. 2011 kör Slabon för polska klubben PSZ Poznan.

## Bakgrund
Chris Slabon är född och uppvuxen i en speedwayfamilj. Både hans far (Robert Słaboń) och farfar (Adolf Słaboń) har kört speedway. Slabon själv började köra speedway som 11-åring, då han övergick från motocrossen. 
Slabon flyttade till Kanada som ung med sin familj och har förutom sitt polska medborgarskap också kanadensiskt medborgarskap. Robert körde även speedway i Kanada, men fick avsluta sin karriär efter en svår olycka i Québec 1994. Tre år senare var det dags för nästa generation Słaboń att börja köra. Slabon började köra speedway i Kanada säsong 1997. Han gick i skolan i Kanada, men hade tidigare föredragit att köra speedway i Polen under somrarna. När han väl började köra i Kanada 1997, så flyttades han snabbt upp till division 1.
Chris Slabon kom trea i "Canadian National Championships" och "Paris Speedway Championships".
Han kom tvåa i "Eagle's Next Championships" och han vann två individuella division 1-tävlingar i "Paris". 
Slabon körde även i speedwaylaget Getingarna i svensk speedway 1997. Sedan fick Sverige vänta i tre år innan Slabon kom tillbaka till Sverige, för år 2000 började han köra för det svenska speedwaylaget Team Viking (Täby) Det var endast 2000 som han körde i Team Viking, 2001 var han i Kaparna. 2002 var han tillbaka i Sverige igen, men nu i Rospiggarna.

## Speedwaylagen
Chris har kört för flera polska speedwayklubbar, 2011 kör han för PSZ Poznan, men han har tidigare också kört i Sverige, England och Tyskland.
Rospiggarna, Sverige
Chris Slabon körde flera år i Rospiggarna med start år 2002. 
Han inledde säsong 2008 med mindre bra matcher, men hittade senare formen och med nya motorer så blev han en av de bästa poängplockarna i Rospiggarna. På 15 matcher tog han 99 poäng! Totalt den fjärde poängbästa föraren i Rospiggarna 2008. 
Sista hemmamatchen mot Dackarna slutade lite tråkigt då Andreas Jonsson kraschade omkull Slabon, som då bröt tummen.
"Chris Slabon har fått ett kontraktsförslag och han vill gärna stanna i Rospiggarna." - detta kunde läsas i Upsala Nya Tidning den 28 oktober 2008.
Atlas Wrocław, Polen
Chris Slabon har kört i Atlas Wrocław åren (2001 - 2002), (2004 - 2005), (2007 - 2008)
Även hans far och farfar har kört i Atlas Wrocław. Pappa Robert Slabon körde åren (1973 - 1980) och (1982) och Farfar Adolf Slabon körde åren (1950) och (1952 - 1971).  
Inför säsong 2006 lämnade Slabon Atlas Wrocław. Så 2006 körde Slabon en säsong i KS Adriana Toruń. Det blev hans enda år i laget då han 2007 gick tillbaka till Atlas Wrocław.
Gniezno, Polen
Den polska klubben för säsong 2009 var Start Gniezno.
Częstochowa, Polen
2010 körde Slabon för polska CKM Wlokniarz Czestochowa.
Ipswich, England
Chris Slabon körde speedway i England 2002, i speedwaylaget Ipswich. Men med för mycket resande med bil (England, Sverige och Polen) så fungerade det inte i längden och detta blev det enda året Slabon körde i England.
Parchim, Tyskland
Slabon körde i speedwaylaget "Parchim" i Tyskland i början av 2000-talet.